# ژان-بتیست بوسانگو
ین-باپتیست ژوزف دیودونه بوسینگولت (Jean-Baptiste Joseph Dieudonné Boussingault) (۱ فوریه ۱۸۰۱–۱۱ مه ۱۸۸۷)، شیمیدان فرانسوی بود که خدمات مهمی را در زمینه علوم کشاورزی، علوم نفت خام و متالرژی انجام داد.

## زندگی‌نامه
ژان-باپتیست بوسینگولت، دانشمند کشاورزی و شیمیدان، در پاریس بدنیا آمد. پس از مطالعه در مدرسه معادن سن-اتین به آلسیس رفت تا در معادن آسفالت کار کند. این دوره ۲ ساله‌ای بود که خدمات بعدی او را در علم شکل داد.
طی قیام امپراطوری اسپانیا، رئیس گران-کولومبیا، سیمون بولیوار لیبراتور، فرانسیسکو آنتونیو زی را در فرانسه به عنوان سفیر تعیین کرد تا با دانشمندان جوان و مجرد اروپایی جهت تحقیق در زمینه منابع موجود ملت تازه شکل یافته تماس بگیرد. در ۱۸۲۲ میلادی، زی با بوسینگولت به همراه زمین‌شناس پرویی به نام ماریانو ریورو تماس گرفت و آن‌ها را از سوی شرکت انگلیسی طرف قرارداد سیمون بولیوار به ونزوئلا به عنوان مهندسین معدن فرستاد. در اورائو لگون، نزدیک لاگونیلاس، ایالت ماریدا، ونزوئلا معدن گایلوسیت را کشف کرده بود. وی طی اقامتش در آمریکا، مشاهده کرد که غمباد (گواتر) در برخی نواحی اندمیک است ولی در سایر مناطق چنین نیست و این مسئله مرتبط با وجود ید در برخی از فلت‌های نمک است. نتیجتاً طی بازگشتش به اروپا پیشنهاد استفاده از این نمک یددار را جهت مقابل با گواتر ارائه داد، گرچه پیشنهاد او مورد توجه واقع نشد.
در سانتافه دی بوگوتا با کارمندان سیمون بولیوار به عنوان سرهنگ متصل شده و سفرهای گسترده‌ای را در بخش‌های شمالی قاره صورت داد. بین مارس و دسامبر ۱۸۳۱ میلادی، تلاش کرد تا از هفت آتش فشان آندیانی صعود کند: پوراسه، پاستو و کومبال در کلمبیا و پیچینچا، آنتی سنا، کوتوپاکسی و چیمبورازو در اکوادور. در ۱۸۳۱ میلادی، در جریان امر با کمک یک کاوشگر غربی در چیمبورزاو به ارتفاع جدیدی صعود کرد (۶۰۰۶ متر).
در بازگشتش به فرانسه در ۱۸۳۲ میلادی با آدل لی بل ازدواج کرد که خانواده‌اش دارای حق انحصاری معادن آسفالت بودند که پیشتر خودش در آنها کار می‌کرد و در این دوره بود که بزرگترین کشفیات خود را صورت داد. سپس بعداً استاد شیمی در لیون شده و در ۱۸۳۹ میلادی به عنوان صاحب کرسی کشاورزی و شیمی تجزیه در «Conservatoire des Arts et Metiers» پاریس شد. در ۱۸۴۸ میلادی به عنوان نماینده مجمع ملی برای آلسیس انتخاب شد که در آنجا به عنوان جمهوری‌خواه میانه فعالیت می‌نمود. سه سال بعد از استادی به دلیل عقاید سیاسی خویش اخراج شد، اما خشم فراوان او از این رویداد توسط همکاران و علمای بدنه قسمتی که در آنجا کار می‌کرد و دوباره به مقام قبلی اش گماشته شد، نشان داده شد. او در پاریس فوت کرد.
اولین مقالات او مرتبط با موضوعات کشاورزی و معدنکاوی بود و اقامتش در آمریکای جنوبی، تعدادی سرگذشتنامه متفرقه را در رابطه با گواتر در کوردیلراس، گازهای آتشفشانی، زمین لرزه، بارانهای حاره‌ای، c& به بار آورد که مورد تقدیر الکساندر فون هومبولت شد. از ۱۸۳۶ میلادی وی خود را عمدتاً وقف شیمی کشاورزی و فیزیولوژی حیوانی و گیاهی نمود و گهگاهی به مباحث شیمی معدنی هم سری می‌زد. کارهای او شامل مقالاتی در این زمینه‌ها بود: کمیت نیتروژین در غذاهای مختلف، میزان گلوتین در گندم‌های مختلف، تحقیق من باب سؤال پیرامون این که آیا گیاهان قادرند نیتروژن آزاد را از اتمسفر استخراج کنند؟ (که او جواب منفی به این سؤال داد و بنیان چیزی را پیشنهاد نمود که اکنون از آن به «چرخه نیتروژن» یاد می‌گردد)، تنفس گیاهان، عملکرد برگهایشان، کنش و مقدار کود حیوانی و بارورسازان شیمیایی و سایر موضوعات مشابه. در ۱۸۳۹ میلادی به عنوان عضو خارجی فرهنگستان پادشاهی علوم سوئد انتخاب شد.
وی از طریق همسرش «آدل لی بل»، سهمی در ملکی واقع در مرکویلرپشلبرن در آلزاس داشت که در آنجا بسیاری از آزمایش‌های کشاورزی را بر روی چیزهایی انجام می‌داد که اکنون به عنوان اولین ایستگاه آزمایشی کشاورزی در نظر گرفته می‌شود (آنگونه که برحسب آزمایش‌های علمی در مطالعات میدانی تعریف شده‌است). او با ژان-بتیست دوما در نوشتن «Essai de statique chimique des litres organists» در ۱۸۴۱ میلادی همکاری کرد و مؤلف «Traite d'economie rurale» در ۱۸۴۴ بود که عنوان آن به صورت «Agronomie, chimie agricole, et physiologie (5 vols. , 1860–1874; 2nd ed. , 1884)» درآمد و همچنین مؤلف «Etudes sur la transformation du fer en acier» در ۱۸۷۵ میلادی بود.